# Lista de ases da aviação da Argentina durante a Primeira Guerra Mundial
Esta é uma lista dos ases da aviação da Argentina durante a Primeira Guerra Mundial:
- Capitão Alexandre Beck, 11 vitórias com o avião Royal Aircraft Factory SE.5, serviu na Royal Flying Corps e na sua sucessora, a Royal Air Force (RAF).[1]
- Capitão Thomas Colvill-Jones, 11 vitórias com o avião Bristol F. 2, serviu na Royal Flying Corps.[2]
- Tenente Bertram Hutchinson Smyth, 8 vitórias como atirador a bordo de um Bristol F. 2 Lutadores, servido na RAF.[3]
- Tenente Thomas Traill, 8 vitórias com aviões Bristol F. 2 da RAF.[4]